# Marcusenius victoriae
Marcusenius victoriae är en fiskart som först beskrevs av Richard Dane Worthington 1929.  Marcusenius victoriae ingår i släktet Marcusenius och familjen Mormyridae. IUCN kategoriserar arten globalt som starkt hotad. Inga underarter finns listade i Catalogue of Life.